# Hamburg-Kirchwerder
Kirchwerder ist Hamburgs südlichster Stadtteil. Er gehört zu den Vierlanden im Bezirk Bergedorf.

## Geografie
Kirchwerder ist durch seine Marschböden ein ausnehmend gutes Gemüseanbaugebiet, durch seine Lage direkt an der Elbe  allerdings in hohem Maß sturmflutgefährdet. Es gilt, wie die anderen Vierländer Kirchspiele, mit 800 Jahren als eine der ältesten erhaltenen Kulturlandschaften Deutschlands.

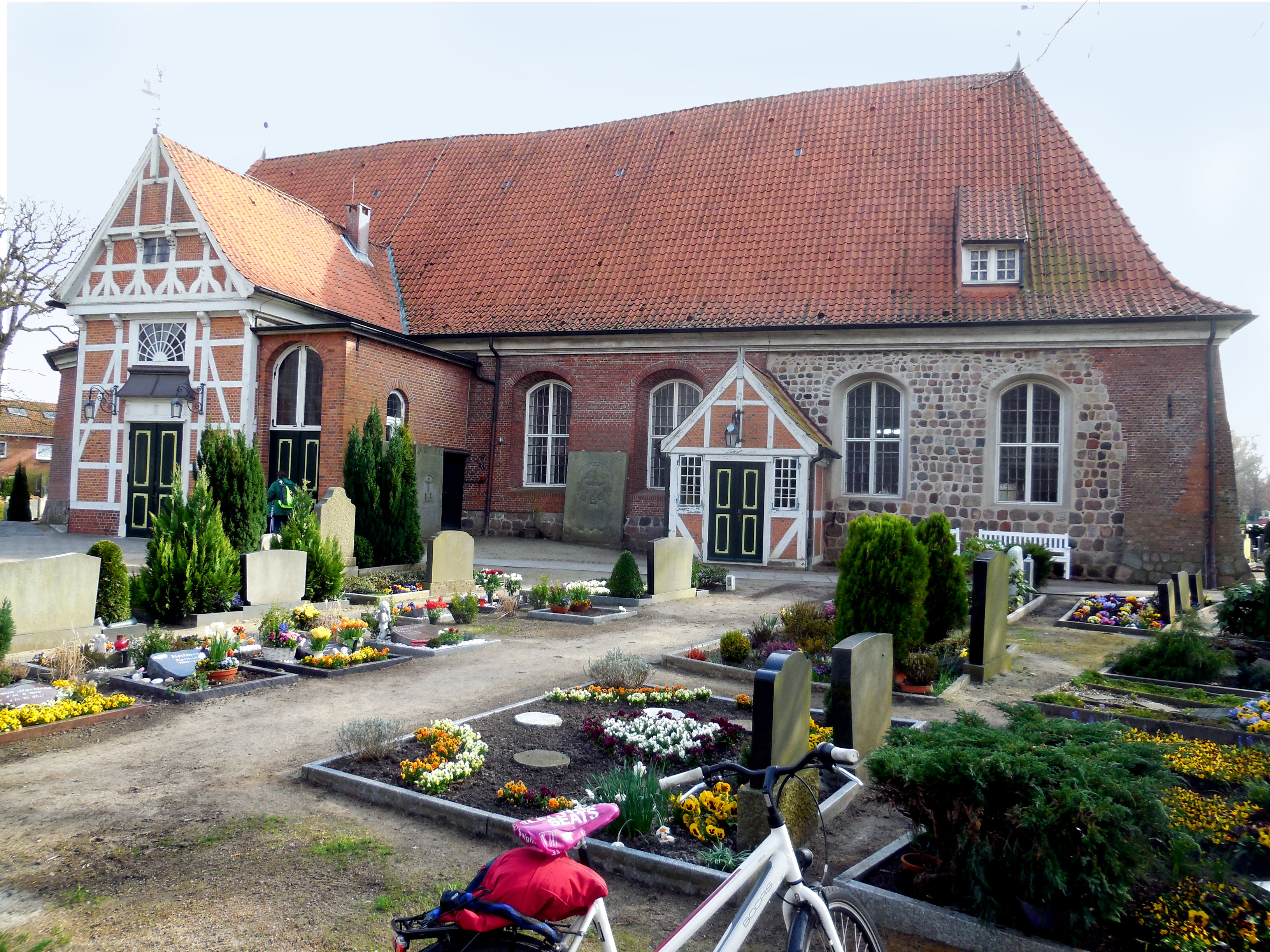
Kirche St. Severini, Nordseite mit Feldsteinwand (rechts)

Zu den Ortsteilen von Kirchwerder gehören an der Elbe (elbabwärts, beginnend an der Grenze zu Neuengamme):
- Ost-Krauel
- West-Krauel
- Riepenburg
- Zollenspieker
- Howe
- Wraust
- Warwisch

An Warwisch schließt Ochsenwerder an. Das Dorf Kirchwerder befindet sich im Landesinnern an der Ostseite des Stadtteils, Fünfhausen liegt an der Westseite.

## Geschichte

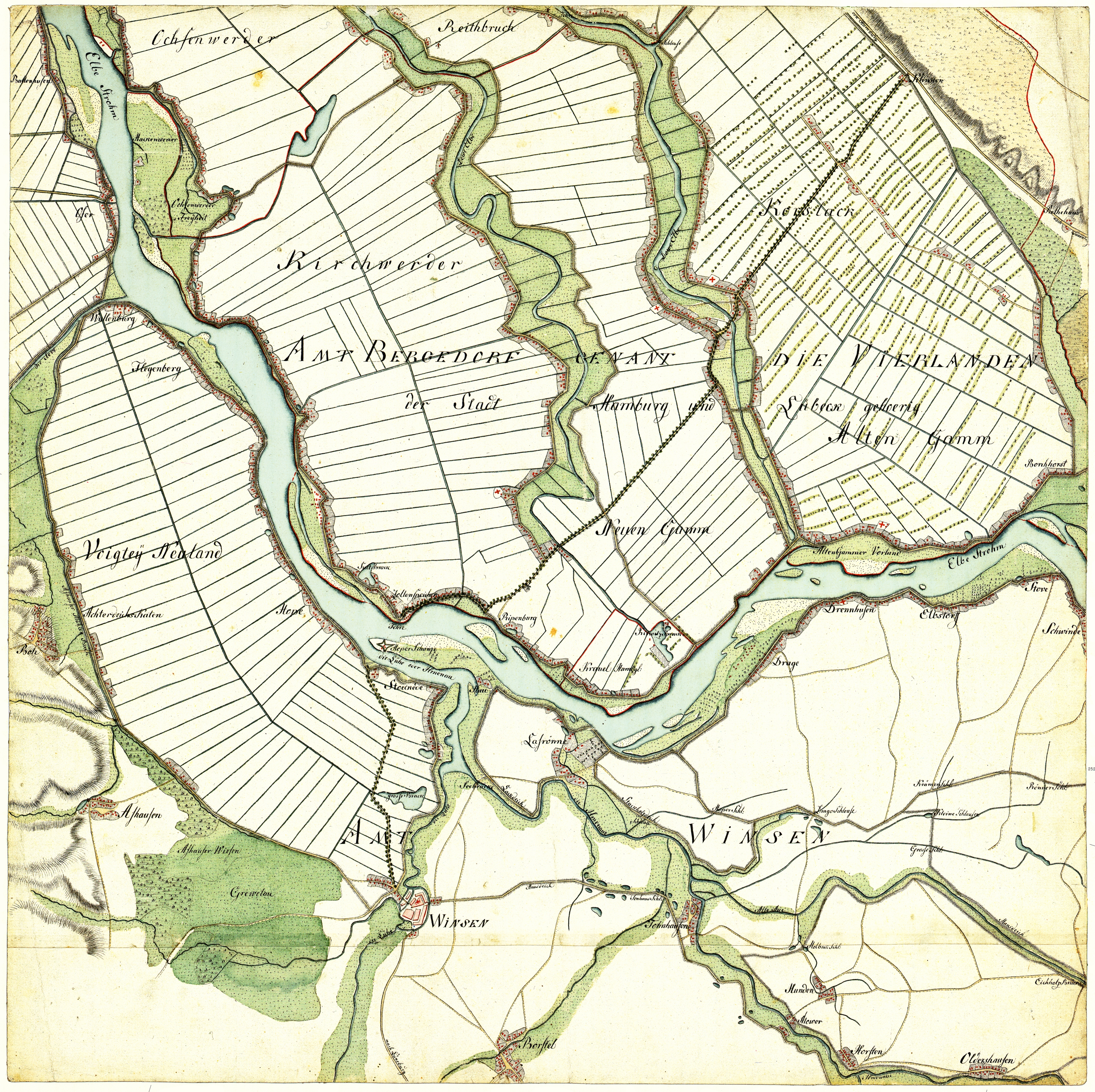
Kirchwerder um 1790

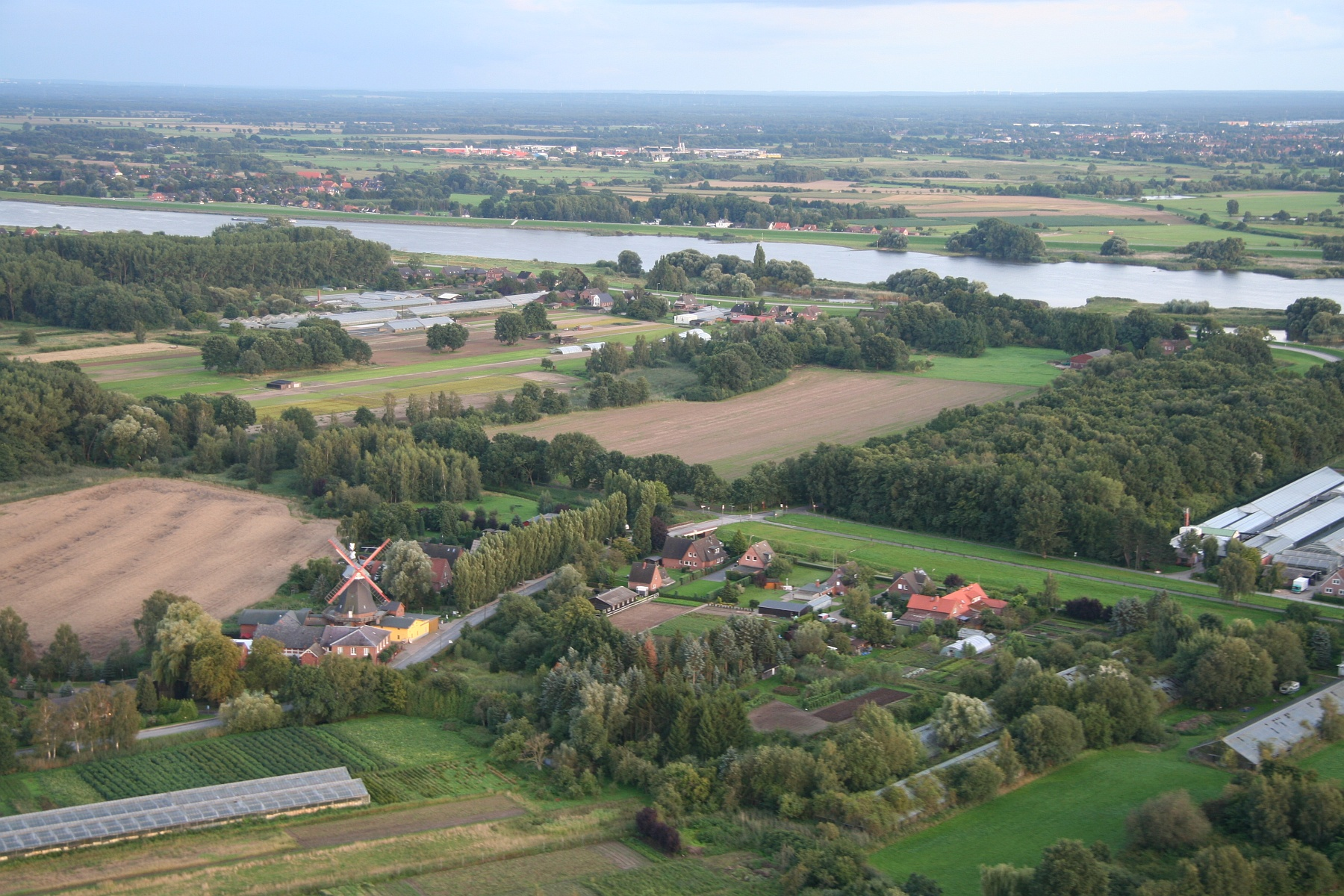
Kirchwerder mit Mühle und Elbe

Das heutige Vierländer Dorf Kirchwerder hieß ursprünglich Remerswerder. Dass es seit 1217 in Urkunden als Insula Kercwerdere – Flussinsel mit Kirche – bezeichnet wird, deutet auf den Bau einer Kirche hin. Tatsächlich geht die heutige St.-Severini-Kirche auf einen Feldsteinbau aus dem 12./13. Jahrhundert zurück; Reste der mittelalterlichen Mauern sind an der Nordwand des heutigen Gebäudes noch erhalten. Aus der Ortsgeschichte ist ein dramatischer Vorfall belegt: 1470 sollen „mehrere Eingesessene aus unbekanntem Grund ihren Pfarrer erschlagen haben“ – weshalb der Papst zeitweise den Großen Kirchenbann über das Dorf verhängte.
Viel ist von der mittelalterlichen Kirche nicht mehr zu sehen, denn von 1785 bis 1791 kam es zu einem grundlegenden Umbau, bei dem nur einige Mauerteile des vorherigen Gebäudes wieder verwendet wurden. Erhalten blieb das Brauthaus, ein Fachwerkanbau von 1649/50, in dem die Formalitäten der Eheschließung vor der Einsegnung in der Kirche erledigt wurden. Die jetzige Kirche ist ein einschiffiger Saal mit hölzernem Tonnengewölbe, großem Südflügel und fünfseitigem Chorabschluss; sie verfügt über rund 1000 Plätze.
Die Ausstattung ist weitgehend klassizistisch. Verzierte Hutständer, die typisch für die Vierländer Kirchen sind, kennzeichnen die Bankreihen der Männer. Kanzel und Taufe wurden 1806 von dem Neuengammer Michael Busch gefertigt. Der von zwei Säulen gerahmte Altar, ein Werk des Bergedorfer Tischlermeister Radefahr, war dagegen schon zur Wiedereinweihung 1785 vorhanden.
Die erste Besiedlung der Elbinseln, die später das Kirchspiel Kirchwerder bildeten, ist nicht nachweisbar. Sicher ist, dass Kirchwerder zu den frühesten Eindeichungen der Vierlande gehörte, da hier eine Fährverbindung über die Elbe zwischen dem Herzogtum Braunschweig-Lüneburg und den neuen Gebieten eingerichtet worden war, die als Zollenspieker Fähre heute noch existiert.
Anfang des 13. Jahrhunderts wurde durch die damals in dieser Region herrschenden Dänen die planmäßige Eindeichung der Inseln begonnen. Aus dieser Zeit stammt der Durchdeich, der das neue Dorf Kirchenwerder gegen das benachbarte, damals noch nicht eingedeichte Ochsenwerder schützte. Zwischen 1314 und 1344 wurde einer der Elbarme, die Gose Elbe, durch Deiche in ein festes Bett gezwungen. Zwei kleinere Elbinseln, Ohe und Krauel, wurden dabei zu Festland. West-Krauel wurde Teil Kirchwerders, Ohe wurde zwischen Kirchwerder und dem benachbarten Kirchspiel Neuengamme aufgeteilt. Obwohl dies vor mehr als 650 Jahren geschah, sind bis heute die Lage und Formen beider Inseln durch Orts- und Straßennamen sowie die Form der Gehöfte deutlich erkennbar.
Der Elbübergang war den Lüneburger Herren, denen das Gebiet unterstand, so wichtig, dass sie eine Befestigung anlegen ließen, die 1296 erstmals als Riepenburg genannt wurde und Verwaltungssitz der Vogtei Riepenburg war. Der Name stammte von der herrschenden Familie, den Herren von Ribe. 1420 wurde die Burg Teil des beiderstädtischen Besitzes: Hamburg und Lübeck hatten die Herrschaft gemeinsam den Lüneburgern abgenommen. Durch die Abdämmung und damit der „Zähmung“ der Gose Elbe und der Dove Elbe (zweier Elbarme, die die Inseln der Vierlande trennten) wurde die Burg überflüssig. Da sie baufällig war, wurde sie 1512 abgerissen und der Verwaltungssitz ins Bergedorfer Schloss verlegt. Die Reste des Burghügels sind bis heute am Zusammentreffen des Kirchwerder Mühlendamms und des Hauptdeichs zu erkennen.
1620 versuchten die Lüneburger erfolglos, das Gebiet durch einen militärischen Einfall zurückzugewinnen; erst Napoleon I. war dort auf seinem Feldzug 1806 siegreich. Doch auch dadurch wurde die Verwaltungsstruktur nicht geändert. 1868 kaufte Hamburg die Hoheitsrechte von Lübeck, so dass die gemeinsame Verwaltung endete und die Vierlande – und damit Kirchwerder – nur noch zu Hamburg gehörte. 1873 wurde die bis dahin selbstständige Enklave Ost-Krauel, die im Besitz der Familie von dem Berghe war, als selbstständige Gemeinde zur Landherrenschaft Bergedorf zugeschlagen. Erst 1937 wurden die letzten sechs Enklaven, die bis dahin unter hannöverscher bzw. preußischer Herrschaft gestanden hatten, mit dem Groß-Hamburg-Gesetz ebenfalls nach Bergedorf eingegliedert.

## Statistik
(Quelle: )
- Anteil der unter 18-Jährigen: 18,4 % [Hamburger Durchschnitt: 16,8 % (2023)]
- Anteil der über 64-Jährigen: 21,0 % [Hamburger Durchschnitt: 17,8 % (2023)]
- Ausländeranteil: 9,1 % [Hamburger Durchschnitt: 20,7 % (2023)]
- Arbeitslosenquote: 2,6 % [Hamburger Durchschnitt: 6,2 % (2023)]

Das durchschnittliche Einkommen je Steuerpflichtigen beträgt in Kirchwerder 48.898 Euro jährlich (2020), der Hamburger Gesamtdurchschnitt liegt bei 48.035 Euro.
| Bürgerschaftswahl | CDU    | SPD    | AfD    | Grüne 1) | Linke 2) | FDP    | Übrige    |
| ----------------- | ------ | ------ | ------ | -------- | -------- | ------ | --------- |
| 2025              | 34,8 % | 32,5 % | 11,9 % | 08,2 %   | 05,2 %   | 01,8 % | 05,8 %    |
| 2020              | 20,6 % | 42,3 % | 08,7 % | 13,6 %   | 04,4 %   | 04,4 % | 06,0 %    |
| 2015              | 23,5 % | 48,7 % | 06,6 % | 07,3 %   | 04,5 %   | 06,5 % | 02,9 %    |
| 2011              | 35,4 % | 44,2 % | –      | 06,6 %   | 03,0 %   | 06,4 % | 04,4 %    |
| 2008              | 59,7 % | 24,3 % | –      | 05,2 %   | 03,3 %   | 04,7 % | 02,9 %    |
| 2004              | 63,1 % | 22,5 % | –      | 06,0 %   | –        | 03,2 % | 05,2 %    |
| 2001              | 37,6 % | 28,5 % | –      | 03,7 %   | 00,2 %   | 04,3 % | 25,7 % 3) |
| 1997              | 43,4 % | 29,8 % | –      | 08,1 %   | 00,4 %   | 03,2 % | 15,1 %    |
| 1993              | 40,8 % | 31,6 % | –      | 07,3 %   | –        | 03,6 % | 16,7 % 4) |

## Kultur und Sehenswürdigkeiten

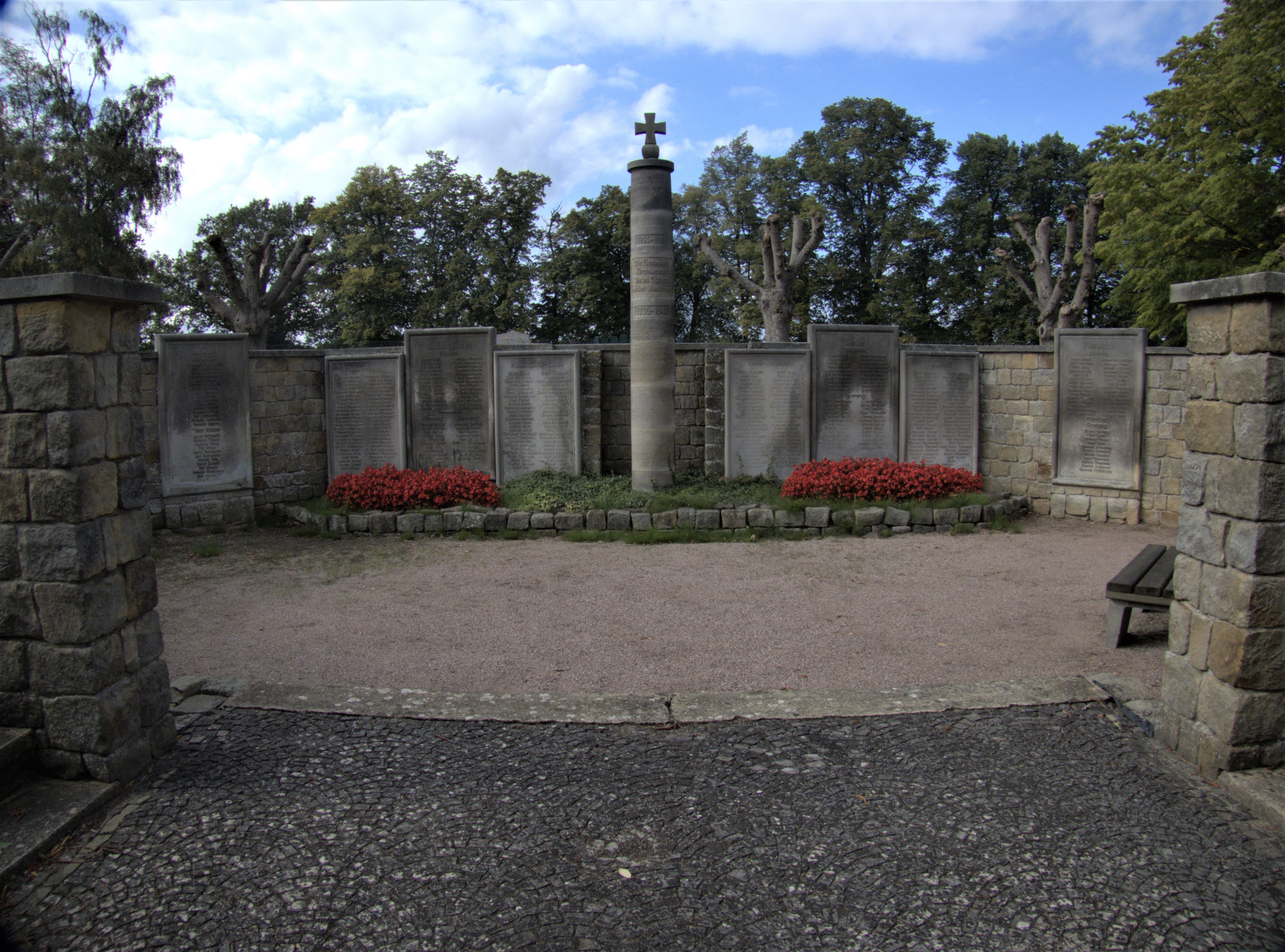
Gedenkstätte. Gefallene der beiden Weltkriege

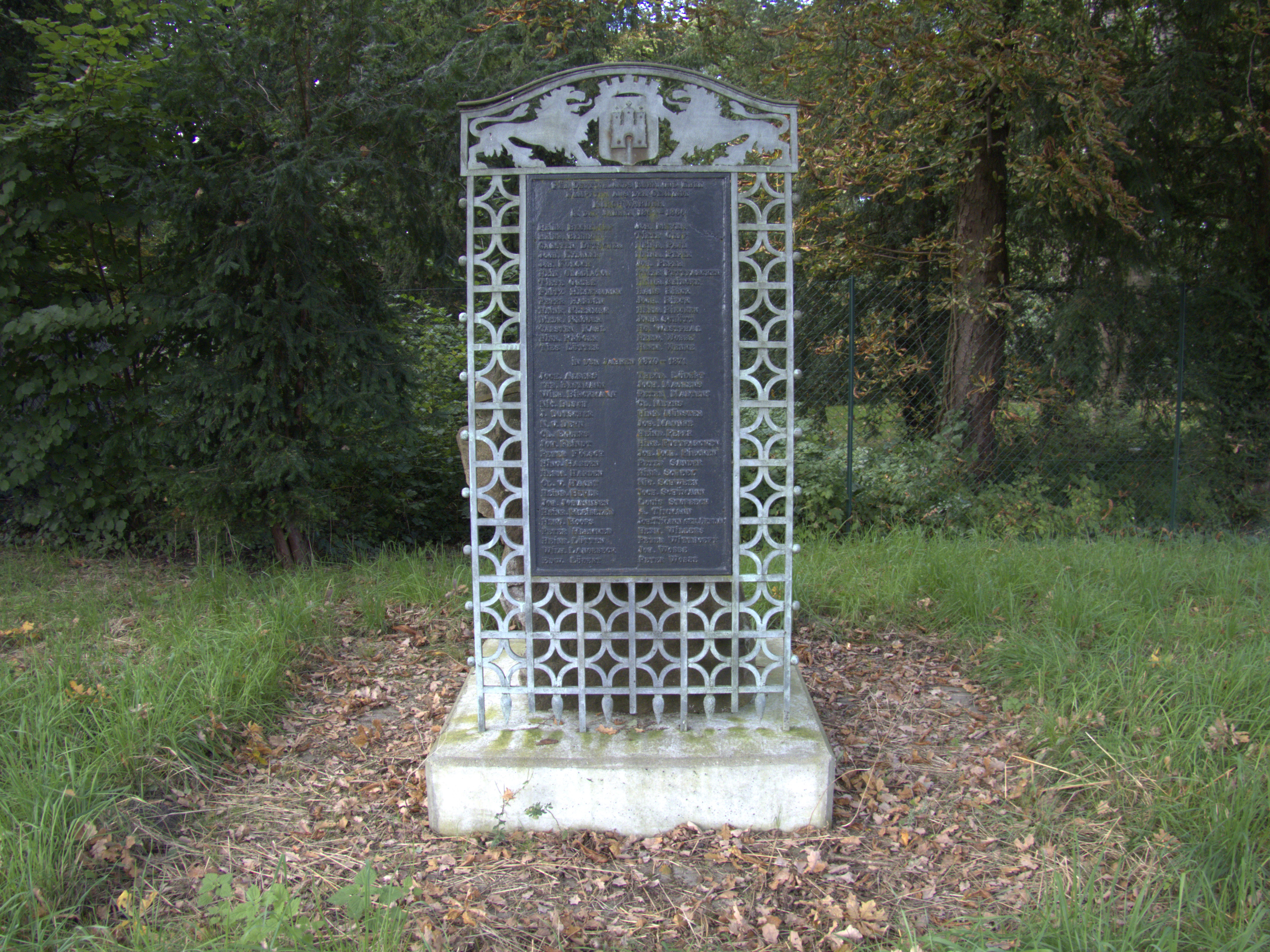
Deutsch - Dänischer Krieg 1864–1866

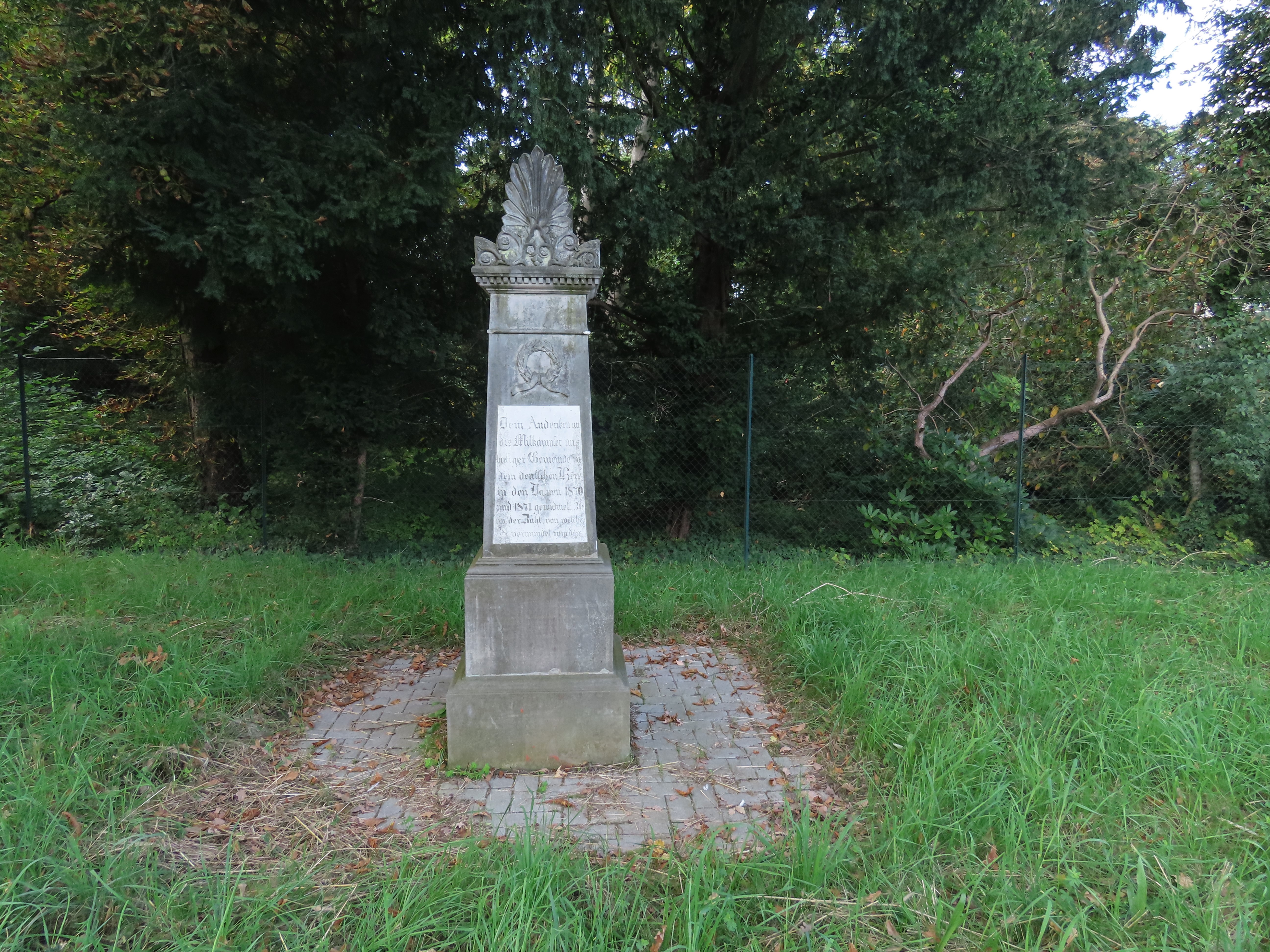
Deutsch - Französischer Krieg 1870–1871

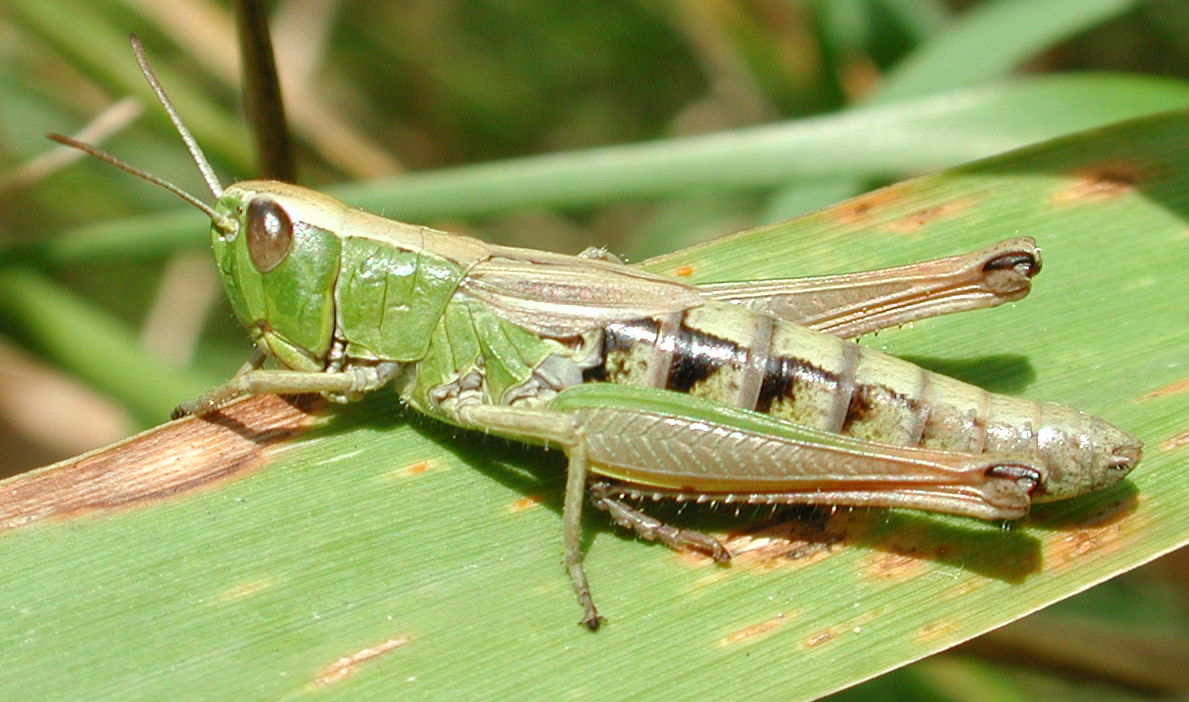
Gemeiner Grashüpfer (Chorthippus parallelus), aufgenommen in den Kirchwerder Wiesen

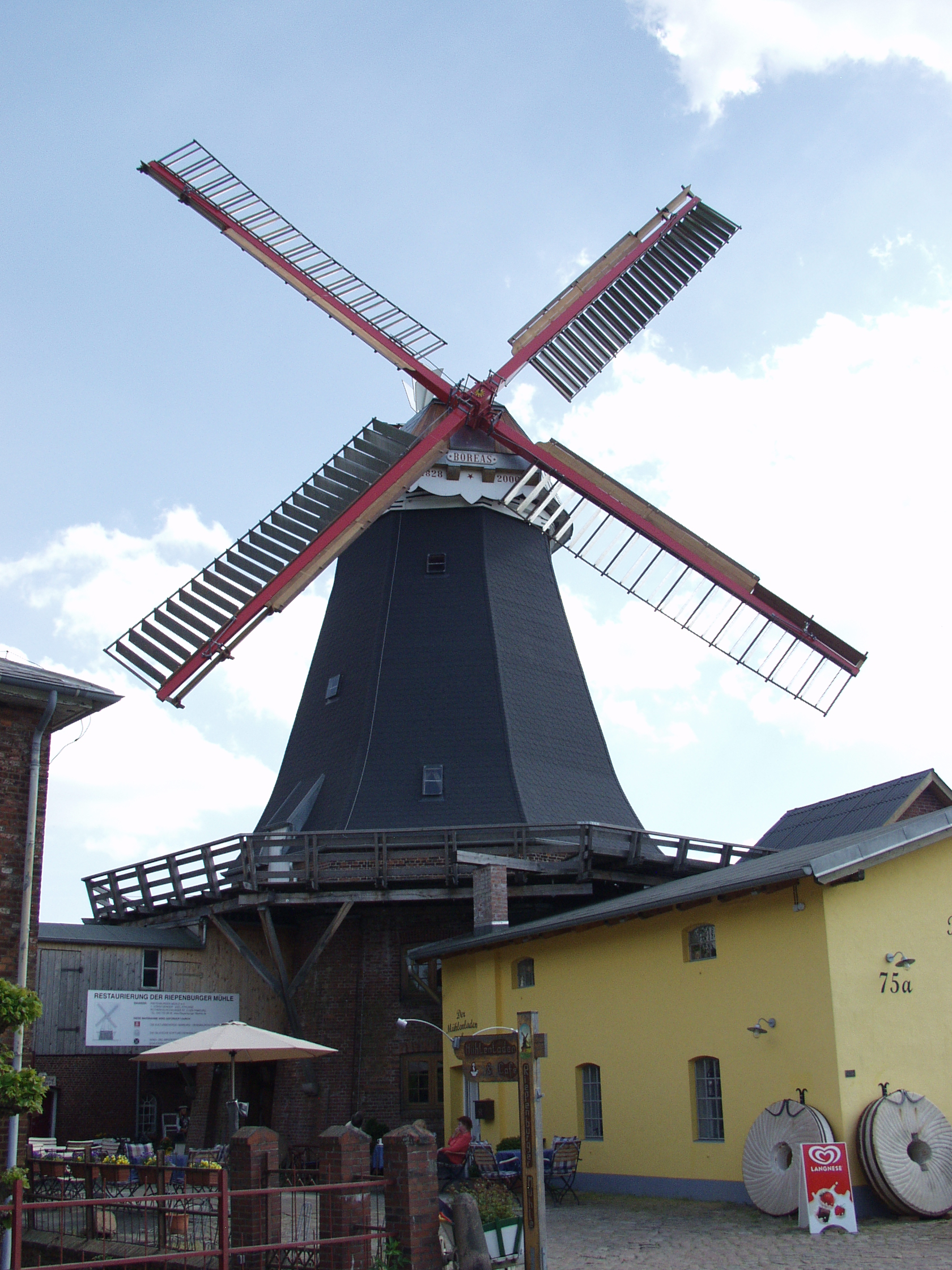
Die Riepenburger Mühle von 1828

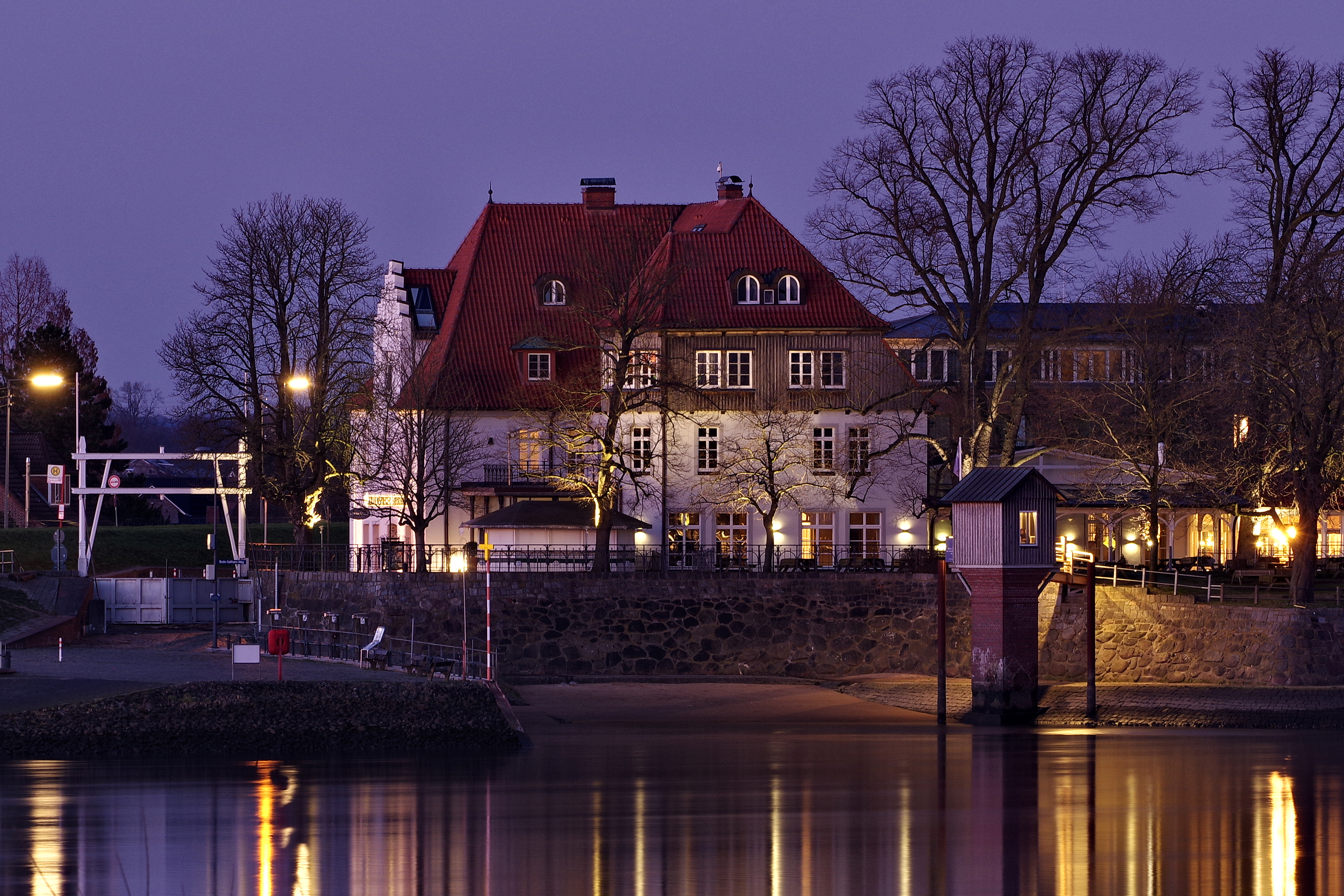
Das Zollenspieker Fährhaus im Jahre 2022, Ansicht vom südl. Elbufer

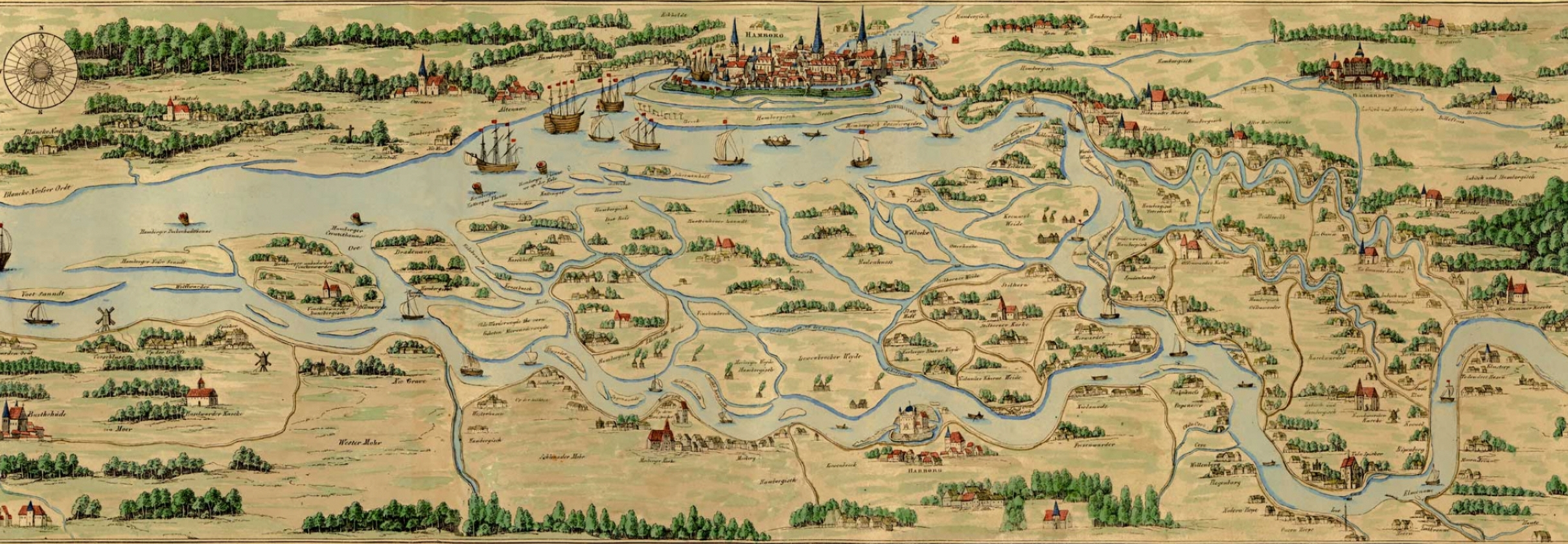
Elbkarte von 1567, mit „Tole Spieker“ rechts unten

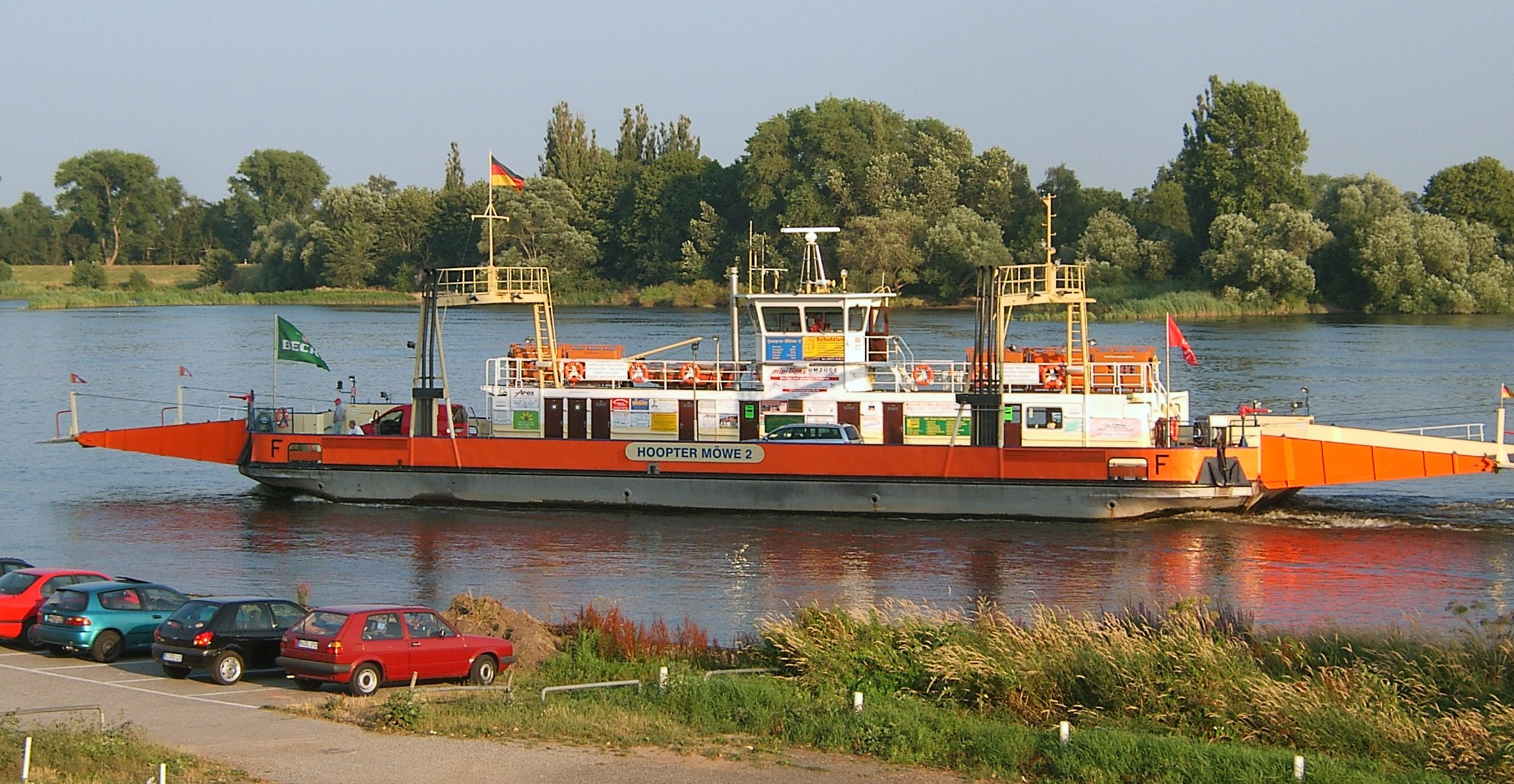
Zollenspieker Fähre, Sommer 2006

### Naturschutzgebiete
In Kirchwerder befindet sich das Naturschutzgebiet Kirchwerder Wiesen. Das 860 Hektar umfassende Gebiet ist das größte Naturschutzgebiet Hamburgs.
Auf der Grenze zum Stadtteil Neuengamme nahe dem Elbdeich liegt das Naturschutzgebiet Kiebitzbrack. In dem etwa 35 Hektar großen Gebiet befinden sich mehrere durch Deichbrüche entstandene Bracks.
Das Naturschutzgebiet Zollenspieker ist Hamburgs südlichstes, direkt an der Elbe gelegen und rund 80 Hektar groß. Es erstreckt sich vom Ortsteil Zollenspieker über Ost-Krauel bis zum Stadtteil Neuengamme.

### St. Severini
Die Kirche stammt aus dem 13. Jahrhundert und ist umgeben von einem großen Friedhof. Sie ist häufig Ort für Lesungen und Konzerte beispielsweise von Chören.

### Riepenburger Mühle
Am Kirchwerder Mühlendamm 75a befindet sich die Holländermühle Riepenburger Mühle, die 2006 auf den Namen Boreas getauft wurde. Die 1828 erbaute Kornwindmühle ist die älteste und größte erhaltene Mühle Hamburgs. Erstmals erwähnt im Jahr 1318, zählt sie zu den ältesten deutschen Windmühlen und ist eine der letzten regelmäßig mit Wind arbeitenden Mühlen Deutschlands. Sie ist ein produzierendes technisches Denkmal.

### Zollenspieker
Zollenspieker (niederdeutsch: Tollenspieker, Op’n Spieker) ist ein Ortsteil von Kirchwerder und war eine wichtige Fährverbindung über die Elbe. Bereits 1252 existierte sie, damals als „Yslinge“ bezeichnet, und ist bis heute in Betrieb. Das Zollhaus ist schon auf Melchior Lorichs Elbkarte und auf einer Karte von Daniel Frese von 1600 abgebildet.
Bis 1806, also bis zur Eroberung der Umgebung durch Napoleon I., wurde hier Zoll erhoben (daher auch der Name: „Zollenspieker“ bedeutet so viel wie „Zollspeicher“, dieser wurde auf kirchwerderaner Seite an einer Stelle errichtet, wo die Elbe eine Biegung macht, da so von hier aus die Elbe und das eigene Ufer in alle Richtungen sehr gut einsehbar ist). Beim Überfall der Lüneburger von 1620 wurde der alte Speicher zerstört, jedoch bereits ein Jahr später schon wieder neu errichtet. Eine Schanze schützt ihn bis heute vor weiteren Angriffen vom Fluss her. Etwa ab 1870 entwickelte sich der Zollenspieker zur Sehenswürdigkeit für die Hamburger; der alte Zollspeicher wurde zur Gaststätte mit einem Tanzsaal in einem neuen Anbau umgestaltet und ist bis heute ist ein beliebtes Ausflugsziel. Er liegt am Flusskilometer 598 und kennzeichnet zugleich den südlichsten Punkt der Hansestadt.
Von 1912 bis 1953 hatte Zollenspieker einen Kopfbahnhof, in dem drei Kleinbahnstrecken der Bergedorf-Geesthachter Eisenbahn (BGE) zusammenliefen: die Vierländer Bahn nach Bergedorf (ab 1912) sowie die Hamburger Marschbahn nach Billbrook (1928) und nach Geesthacht (1921). Das Bahnhofsgelände wird heute als Fest- bzw. Parkplatz genutzt. Am Elbufer befindet sich der Anlegeplatz der Fähre zum niedersächsischen Hoopte auf der gegenüberliegenden Elbseite. Neben dem Fähranleger gibt es einen kleinen Bootshafen.

## Wirtschaft und Infrastruktur

### Landwirtschaft

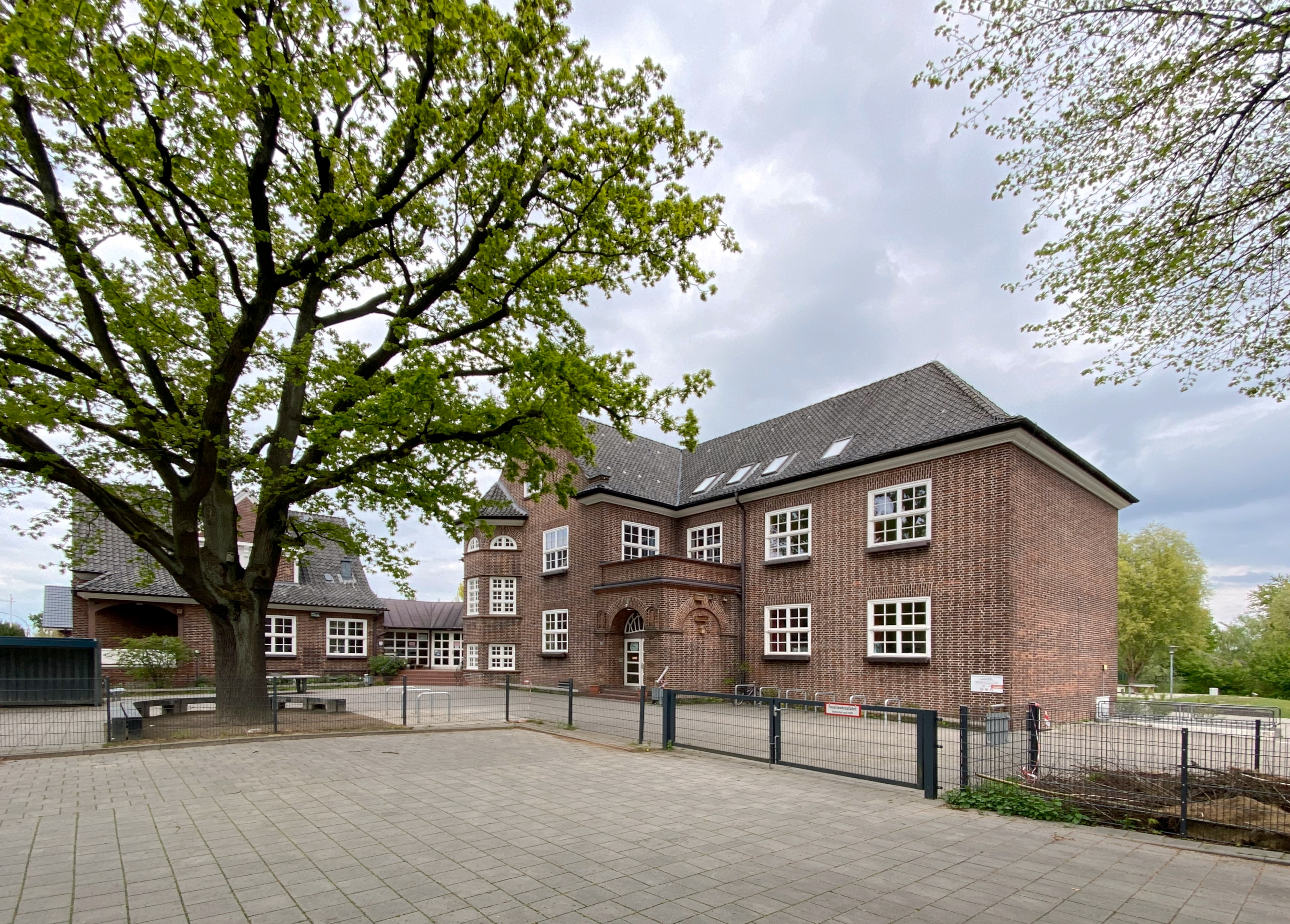
Schule Zollenspieker

Da das Kirchspiel Kirchwerder direkt am Hauptstrom der Elbe liegt, ist es in besonderem Maße durch Sturmfluten getroffen worden. Immer wieder führten Deichbrüche zu weiten Überflutungen und dadurch zur Versandung des Bodens. Zudem ging durch die Entstehung von Bracks (tiefen Ausspülungen, die durch Verwirbelung hinter den Deichbrüchen entstanden) bei diesen Ereignissen Land verloren. Die Bauern Kirchwerders, die traditionell Getreide anbauten, das auf sandigen Böden nicht so gut wächst, hatten dadurch niedrigere Einkünfte als die Bauern der angrenzenden Bereiche der Vierlande.
Ab dem Ende des 17. Jahrhunderts begannen die Kirchwerder Bauern deshalb, das besser gedeihende Gemüse anzubauen. Da, im Gegensatz zum Bardowicker Gemüse, das bisher für die Hamburger Versorgung über die Elbe geholt wurde, kein Zoll zu zahlen war und zudem der Anfahrweg deutlich kürzer wurde, konnten die Kirchwerder Bauern hohe Gewinne kassieren. Schon zu Beginn des 18. Jahrhunderts waren die Preise für die Bauernhöfe deutlich gestiegen, und in den Vierlanden gab es nirgendwo weniger Konkurse von Kätnern, den ärmsten der Bauern, als in Kirchwerder. In der Mitte des 19. Jahrhunderts waren die Kirchwerder Dörfer Sande (nicht zu verwechseln mit dem ca. 15 km weiter nördlich liegenden, ebenfalls zu Hamburg gehörenden, Sande, aus dem der heutige Stadtteil Lohbrügge hervorging) und Warwisch die am dichtesten besiedelten Siedlungen der Region.
Da die Bauern der anderen Vierländer Kirchspiele ebenfalls über sandige Böden verfügten, wenn auch nicht so ausgeprägt wie in Kirchwerder, wurde auch hier bald der Getreideanbau zugunsten der Gemüsezucht aufgegeben. Die Vierlande wurden zur Gemüsekammer Hamburgs. Als gegen Ende des 19. Jahrhunderts der Blumenanbau in den Vierlande aufkam, wurde aufgrund der sehr guten Gemüseböden Kirchwerder davon am wenigsten berührt. Bis heute sind hier nur relativ wenige Gewächshäuser anzutreffen.

### Schulen
In Hamburg-Kirchwerder gibt es drei Schulen.

Die Schule Kirchwerder ist eine Grundschule und Stadtteilschule mit gymnasialer Oberstufe. Mehr als 1200 Schüler werden an dieser Schule unterrichtet. Diese „Kirchenschule“ gibt es als Volksschule schon seit 125 Jahren. Anfang der 1970er Jahre schlossen viele der kleinen örtlichen Grundschulen ihre Tore, und so mussten die Vierländer ihre Kinder in die zentral gelegene Kirchenschule schicken. Heute erstreckt sich das Einzugsgebiet dieser Zentralschule von Neuengamme im Osten bis nach Rothenburgsort im Westen. Ein großer Teil der Schüler nutzt daher die Buslinien der VHH. 1972 wurde neben dem alten Schulhaus ein neues Schulgebäude mit Klassenblocks, Fachräumen, einer Turnhalle und einer Mehrzweckhalle gebaut. Später kam dann noch ein Sportplatz hinzu.

Außerdem gibt es die Grundschulen Schule Zollenspieker und Grundschule Fünfhausen.

### Freiwillige Feuerwehren
In Kirchwerder gibt es fünf Freiwillige Feuerwehren (FF):
- Die FF Kirchwerder-Nord ist die zweitälteste Feuerwehr Hamburgs und hat ihren Sitz im ältesten Feuerwehrhaus der Stadt.[11] (Die erste Feuerwehr Hamburgs, die Freiwillige Feuerwehr Krauel, wurde am 15. Oktober 1877 gegründet.[12])
- Die FF Kirchwerder-Süd wurde 1890 gegründet.[13]
- FF Fünfhausen
- FF Warwisch

## Persönlichkeiten
- Daniel Müller (1661–1724), Jurist, Politiker und Bürgermeister der Hansestadt Lübeck
- Hinrich Balemann (1692–1761), Superintendent und Konsistorialrat
- Heinrich Julius Tode (1733–1797), Theologe, Dichter, Mykologe und Architekt in Pritzier (Mecklenburg), später Konsistorialrat in Schwerin
- Johann Clemens Tode (* 24. Juni 1736 in Zollenspieker; † 16. März 1806 in Kopenhagen), Medizinprofessor in Kopenhagen und Schriftsteller
- Ferdinand Heinrich Grautoff (1789–1832), Lehrer in Lübeck, Bibliothekar und Polyhistor
- Johann Heinrich Dräger (1847–1917), Gründer der Drägerwerke in Lübeck
- Oskar Gundermann (1894–1968), Mediziner
- Hertha Borchert (1895–1985), niederdeutsche Schriftstellerin, Mutter von Wolfgang Borchert (1921–1947)
- Jannik Schümann (* 1992), Schauspieler, Musicaldarsteller und Synchronsprecher